# Praethalassiosiropsidaceae
Famille
Les Praethalassiosiropsidaceae sont une famille d'algues de l'embranchement des Bacillariophyta (Diatomées), de la classe des Coscinodiscophyceae et de l’ordre des Archaegladiopsidales.
Le genre  Archaegladiopsis, qui a donné son nom à la famille, est un organisme fossile, découvert en 1990 dans un forage profond de sédiments crétacés pratiqués en Mer de Weddell (océan Antarctique).  

## Étymologie
Le nom de la famille vient du genre type Praethalassiosiropsis, est formé du préfixe latin prae-, « devant ; avant », de thalassiosira, en référence au genre éponyme, et du suffixe -opsis, grec -ὄψις / -ópsis, « aspect, ressemblant à », conduisant au sens littéral « semblable à un Thalassiosira primitif ».

## Liste des genres
Selon AlgaeBase (18 juin 2022) :
- aucun genre

Selon Mikrotax
 :
- Praethalassiosiropsis

## Systématique
La famille des Praethalassiosiropsidaceae a été créée en 1996 par Vladimir A. Nikolaev (d) et David M. Harwood (d).